# إسحاق نيوتن لويس
إسحاق نيوتن لويس (بالإنجليزية: Isaac Newton Lewis)‏ هو مهندس ومخترِع أمريكي، ولد في 12 أكتوبر 1858 في بنسيلفانيا في الولايات المتحدة، وتوفي في 9 نوفمبر 1931 في هوبوكين في الولايات المتحدة.

## وصلات خارجية
- إسحاق نيوتن لويس على موقع الموسوعة البريطانية (الإنجليزية)